# San Miguel Ahuehuetitlán
San Miguel Ahuehuetitlán là một đô thị thuộc bang Oaxaca, México. Năm 2005, dân số của đô thị này là 2226 người.